# (37498) 1507 T-2
1507 T-2 (asteroide 37498) é um asteroide da cintura principal. Possui uma excentricidade de 0.11929270 e uma inclinação de 6.81565º.
Este asteroide foi descoberto no dia 30 de setembro de 1973 por Cornelis Johannes van Houten e Ingrid van Houten-Groeneveld e Tom Gehrels em Palomar.